# João Lourenço
|  | Denne artikel omhandler Angolas præsident João Lourenço. Artiklen om den portugisiske fodboldspiller af samme navn ligger under titlen João Lourenço (fodboldspiller) |
João Manuel Gonçalves Lourenço (født 5. marts 1954 i Lobito i Angola) er en politiker fra Angola, der har været Angolas tredje præsident siden 2017.